# Ӷ
Ӷ (minuskule ӷ) je písmeno cyrilice. Jedná se o variantu písmena Г. Vyskytuje se v abcházštině, kde v novějších textech nahrazuje písmeno Ҕ, v ketštině (v elektronických ketských textech je občas písmeno nahrazeno složeným znakem Г̡), v nivchštině a v středosibiřské jupičtině.
V abcházštině zachycuje hlásku variující mezi ɣ a ʁ, v nivchštině zachycuje hlásku ɢ.